# Recesión por la pandemia de COVID-19

Mapa que muestra la variación del PIB real en el año 2020, según lo registrado por el Fondo Monetario Internacional a 26 de enero de 2021.

La recesión por la pandemia de COVID-19 fue una crisis económica mundial iniciada en 2020 y finalizada en 2022, que provocó una recesión global y una depresión en varios países. Es considerada la peor crisis económica mundial desde la Gran Depresión desatada en 1929. 
La otra causa fundamental de la recesión fue la tendencia de muchos gobiernos hacia el autoritarismo provocado por las cuarentenas.
La pandemia de COVID-19 ha llevado a que más de un tercio de la población mundial sea bloqueada para detener la propagación del COVID-19. Ha causado graves repercusiones en las economías de todo el mundo, inmediatamente después de una ralentización económica mundial durante 2019 provocó el estancamiento mundial de los mercados de valores y la actividad del consumidor.

## Antecedentes
El aumento de las inversiones y el consecuente aumento de la producción petrolera comenzaron a doblegar el precio de los combustibles y desde 2015 aumentó el número de empresas estadounidenses de fracking que se declararon en quiebra. Desde 2017, cada año aumentó el número de insolvencias en el mercado mundial. En septiembre de 2019, la Reserva Federal estadounidense en un intento por mantener a flote la economía comenzó a intervenir en el mercado de reporto (ventas con pacto de recomerá), después de que la tasa de préstamos a un día se disparó. El primer caso documentado de COVID-19 en Wuhan, China, fue reportado en noviembre de 2019. El gobierno de China estableció restricciones de viaje y cuarentenas. Cuando el virus se esparció fuera de China, otros países instituyeron medidas similares. El brote inicial se expandió hasta convertirse en una pandemia. El primer signo importante de la recesión fue el colapso del mercado de valores de 2020, que comenzó a fines de febrero y duró hasta marzo. La fuerte caída de los precios del petróleo fue una de las causas del colapso del mercado de valores global el 9 de marzo de 2020. Los mercados bursátiles mundiales se desplomaron entre un 20 y un 30 %, y a mitad de marzo la gravedad de la crisis obligó a intervenir a los gobiernos y a los Bancos Centrales a través de la política monetaria y la fiscal para evitar el colapso definitivo de la economía.

### Burbuja de deuda corporativa
La burbuja de la deuda corporativa es el gran aumento de los bonos corporativos, excluyendo el de las instituciones financieras, luego de la crisis financiera de 2007-08. La deuda corporativa global aumentó del 84% del producto bruto mundial en 2009 al 92% en 2019, o alrededor de $ 72 billones. En las ocho economías más grandes del mundo (Estados Unidos, China, Japón, Reino Unido, Francia, España, Italia y Alemania), la deuda corporativa total fue de alrededor de $ 51 billones en 2019, en comparación con $ 34 billones en 2009. Excluyendo la deuda mantenida por las instituciones financieras, que negocian deuda como hipotecas, préstamos estudiantiles y otros instrumentos, la deuda de las compañías no financieras a principios de marzo de 2020 era de $ 13 billones en todo el mundo, de los cuales alrededor de $ 9.6 billones estaban en los Estados Unidos.
El mercado de bonos corporativos se centró históricamente en los Estados Unidos. La Reserva Federal de los Estados Unidos señaló en noviembre de 2019 que los préstamos apalancados, los bonos corporativos otorgados a compañías con un historial crediticio deficiente o grandes cantidades de deuda existente, eran la clase de activos de más rápido crecimiento, aumentando su tamaño en un 14,6% solo en 2018. La deuda corporativa total de los EE. UU. En noviembre de 2019 alcanzó un récord del 47% de toda la economía de los EE. UU. Sin embargo, los préstamos corporativos se expandieron en todo el mundo bajo las bajas tasas de interés de la Gran Recesión. Dos tercios del crecimiento global de la deuda corporativa se produjeron en los países en desarrollo, en particular en China. El valor de los bonos corporativos no financieros chinos en circulación aumentó de $ 69 mil millones en 2007 a $ 2 billones en 2017. En diciembre de 2019, Moody's Analytics describió la deuda corporativa china como la "mayor amenaza" para la economía global.

### Guerra comercial entre China y Estados Unidos
La guerra industrial comercial entre China y los Estados Unidos es un conflicto comercial iniciado el 22 de marzo de 2018 por el presidente de los Estados Unidos, Donald Trump, que impuso aranceles de 50 000 millones de dólares a productos chinos bajo el artículo 301 de la Ley de Comercio de 1974, argumentando un historial de «prácticas desleales de comercio», robo de propiedad intelectual y una transferencia forzada de tecnología americana a China. En represalia, el gobierno de la República Popular China impuso aranceles a más de 128 productos estadounidenses, incluyendo en particular la soja, una de las principales exportaciones de Estados Unidos a China.
Desde 2018, Trump ha abogado por aranceles (no solo contra China) para reducir el déficit comercial de Estados Unidos y promover la manufactura local, diciendo que el país había estado «siendo estafado» por sus socios comerciales; la imposición de tarifas se convirtió en un importante aspecto de su campaña presidencial. Aunque algunos economistas y políticos argumentan que el persistente déficit comercial de Estados Unidos es problemático, muchos dicen que no es un problema y pocos abogan por las tarifas como una solución.
Esta guerra comercial ha impactado de manera negativa las economías de ambos países. En los Estados Unidos, la guerra comercial ha elevado los precios para los consumidores y ha traído complicaciones a agricultores y fabricantes. En China, el crecimiento económico y el crecimiento de actividad de manufactura llegó a ser el menor que han tenido en décadas. En otros países también ha causado daño económico, aunque algunos países se han beneficiado de haber tenido que incrementar la manufactura para cumplir la demanda. También ha llevado a inestabilidad en la bolsa de valores. Los gobiernos de varios países, incluyendo China y los Estados Unidos, han tomado acciones para manejar parte del daño causado por el deterioro en las Relaciones China-Estados Unidos y tarifas Toma y daca.

### Salida del Reino Unido de la Unión Europea (Brexit)
Bajo el gobierno de Boris Johnson se logró un acuerdo que permitió que el Brexit se concretase el 31 de enero de 2020. La UE perdió el 13 % de su población, el 15 % de su producto interior bruto (PIB) y el 5,6 % de su superficie. A pesar de ello, la UE continuó siendo en 2020 una potencia política y económica mundial: formaba el tercer mayor grupo de población después de China y la India, además de concentrar el 18,5 % de la economía mundial, y el 16 % de las exportaciones mundiales. Tras el Brexit, la eurozona pasó a sumar el 86 % del PIB y el 77 % de la población de la UE, reforzando así su importancia como motor político y económico de la Unión.

## Causas

### Confinamiento por la pandemia de COVID-19
La cuarentena, restricción a la movilidad nocturna y aislamiento por la pandemia de COVID-19 fueron las acciones generadas por los recortes de libertades decretados en muchos países, con el fin de controlar la expansión de la enfermedad del COVID-19.
Los gobiernos nacionales o regionales ordenaron el cierre de establecimientos no esenciales, y que los ciudadanos permanecieran en sus hogares, saliendo únicamente para trabajar —si estuviese exceptuado— o para adquirir necesidades básicas (alimentos, medicinas, etc.).
Si bien hubo varios tipos de cuarentena en diferentes países del mundo (como la nacional, o la parcial: que va por ciudades y/o regiones); estas cuarentenas por lo general implican un aislamiento estricto y suspensión de la mayoría de las actividades no esenciales, para luego ir desescalando o flexibilizando las medidas y retornar paulatinamente a la normalidad con las medidas de prevención, como son el distanciamiento físico, evitar aglomeraciones, la higienización de las manos, el uso de la mascarilla, entre otros.
La primera cuarentena directa por la pandemia de COVID-19 tuvo lugar en la República Popular China, cuando el gobierno ordenó el encierro de la provincia de Hubei el 23 de enero de 2020 que incluía a Wuhan, ciudad en donde apareció el SARS-CoV-2 que origina la enfermedad.
Las medidas enclaustraron a más de la mitad de la población mundial, y provocaron que muchas industrias, fábricas y empresas de todo tipo reduzcan su actividad habitual, trabajen en condiciones restringidas; e incluso cesen temporal o definitivamente sus actividades, especialmente en establecimientos no esenciales, tales como restaurantes, bares, centros educativos, centros comerciales, cines, negocios minoristas y toda actividad o evento que implique aglomeraciones; causando por ende un gran impacto socioeconómico en gran parte del mundo. De esta forma, la COVID-19 generó un descenso brusco del número de empleados durante el primer semestre de 2020, más fuerte en las mujeres que en los hombres. Aunque hasta ahora se mantiene la representatividad de hombres y mujeres en los sectores en su conjunto, se observa un efecto composición en las mujeres ocupadas, que reducen su peso en la hostelería frente a una subida en las actividades sanitarias y de servicios sociales. Son precisamente los sectores con peor comportamiento en términos de empleo los que han aumentado en mayor medida la representatividad de las mujeres.
En lo que respecta al rumbo ambiental, las emisiones de gases de dióxido de nitrógeno cayeron a niveles mínimos históricos a 6 % a nivel mundial repartido entre las producciones cesadas en China y la Unión Europea. Provocó una baja del consumo de petróleo. En varios países se abrieron museos virtuales a causa del confinamiento, para distraer a la población. Discord registró una caída el 16 de marzo por su excesivo uso durante la pandemia.
Algunos países de Europa vivieron la segunda oleada de casos por coronavirus en aumento desde mediados de octubre de 2020 como el caso de Francia, Países Bajos, Reino Unido, Alemania, República Checa, Eslovaquia, Malta, Rumania, Eslovenia, Irlanda, Grecia, Italia, Austria, entre otros, tomando medidas como la restricción a la movilidad nocturna, cierre de bares, restaurantes, cines y actividades comerciales no esenciales, uso obligatorio de mascarillas, prohibición de reuniones sociales. Otros países como España incluso vivieron su tercera oleada.

### Impacto socioeconómico de la pandemia de COVID-19
El impacto socioeconómico de la pandemia de COVID-19 es una grave crisis mundial que inició a principios del año 2020, primeramente en China, y luego en todo el mundo, causado principalmente por la expansión de la enfermedad COVID-19. La pandemia de COVID-19 provocó, entre otras cosas, un impacto socioeconómico a nivel global. La alta circulación viral y rapidez de propagación del virus, así como las medidas impuestas por los Gobiernos con el fin de controlar la enfermedad para evitar un colapso sanitario, ha afectado severamente a la economía de los países, así como al estilo de vida de sus ciudadanos. Se ha dado lo que se conoce como "Exceso de mortalidad" en varios países del mundo debido a la COVID-19.
Esta crisis, a veces llamada el Gran Encierro, el Gran Confinamiento, la Coronacrisis o la crisis económica por coronavirus, ha causado la mayor recesión mundial de la historia. Esta crisis ha causado la caída del mercado de valores de 2020, un fuerte aumento del desempleo, el colapso de la industria del turismo, el colapso de la industria hotelera, el colapso de la industria de la aviación, el colapso del precio del petróleo, el colapso de pequeñas empresas, la desestabilización y colapso de la industria energética, el aumento de la deuda pública, el aumento de la desigualdad económica entre ricos y pobres, el cierre masivo de escuelas, el aumento de la desigualdad de aprendizaje educativo entre ricos y pobres, una gran desaceleración de la actividad del consumidor, una crisis de liquidez del mercado, la suspensión masiva de eventos culturales, artísticos, deportivos, religiosos, políticos, entretenimientos, entre otros eventos; así como grandes protestas y disturbios alrededor del mundo.
Durante los primeros meses, cuando la epidemia se limitaba casi exclusivamente a China, se produjo escasez generalizada de productos farmacéuticos, electrónicos y otros productos manufacturados debido a la paralización de numerosas fábricas en China. En ciertas localidades (en particular en Italia y Hong Kong) se observaron compras de pánico y la consiguiente escasez de comida y otros artículos esenciales de abastecimiento. La caída de la demanda de materias primas por el parón de actividad en China primero y luego en el resto del mundo llevó a fuertes caídas de precios, en particular del petróleo, lo cual perjudicó a los países y empresas productores. El miedo de los inversores les llevó a refugiar su dinero en valores considerados seguros, en particular la deuda pública de los países percibidos como más solventes. De manera colectiva, los empleos destruidos representan más de una cuarta parte de todos los puestos de trabajo en estas economías. A medida que las empresas pierden ingresos, el desempleo aumenta considerablemente, lo que transforma una perturbación en la oferta sobre una perturbación en la demanda aún más extensa para la economía.
Los mercados bursátiles mundiales empezaron a caer fuertemente el 24 de febrero de 2020 debido al aumento significativo en el número de casos de COVID-19 fuera de China continental. Para el 28 de febrero de 2020, los mercados bursátiles de todo el mundo acumulaban los mayores descensos de una semana desde la crisis financiera de 2008. Algunos comentaristas llamaron a esta caída un «cisne negro», si bien el inventor del concepto de cisne negro no está de acuerdo con la etiqueta porque considera que una pandemia como la de COVID-19 era altamente probable.  Las fuertes caídas prosiguieron las semanas siguientes, con fuertes bajadas el 9 de marzo y el 12 de marzo. 
A mediados de marzo la gravedad de la crisis obligó a intervenir a los gobiernos y a los bancos centrales de muchos países, a través de la política monetaria y la fiscal para evitar el colapso de la economía Los mercados bursátiles rebotaron rápidamente debido a la intervención de los bancos centrales de las principales potencias financieras, que inundaron de liquidez el sistema y redujeron fuertemente los tipos de interés. El índice estadounidense S&P500 recuperó su valor anterior a la pandemia en junio y en noviembre se batió el récord de subida mensual en las principales bolsas del mundo. Además de las acciones, también subieron fuertemente otros activos como el oro y las criptomonedas. Los mercados de Estados Unidos y de Alemania terminaron el año en máximos históricos, mientras que los de otros países como el Reino Unido y España cerraron 2020 con fuertes pérdidas. Las principales fortunas del mundo vieron aumentar su patrimonio alrededor de un 24% a lo largo del año.

### Guerra de precios del petróleo entre Rusia y Arabia Saudita
El 8 de marzo de 2020, Arabia Saudita inició una guerra de precios con Rusia, lo que provocó una caída importante en el precio del petróleo. El precio del petróleo de los Estados Unidos cayó un 34 %, el precio del crudo cayó un 26 % y el del petróleo Brent un 24 %. La guerra de precios fue provocada por una ruptura en el diálogo entre la Organización de Países Exportadores de Petróleo y el Gobierno de la Federación de Rusia sobre los recortes de producción de petróleo propuestos en medio de la pandemia de coronavirus 2019-20. Los precios del petróleo ya habían caído un 30 % desde el comienzo del año debido a una caída en la demanda. La caída de los precios fue una de las causas del colapso del mercado de valores global el 9 de marzo de 2020, conocido coloquialmente como Lunes negro.
La reducción en la demanda de viajes y la falta de actividad fabril debido al brote impactaron significativamente la demanda de petróleo, haciendo que su precio cayera. A mediados de febrero, la Agencia Internacional de Energía pronosticó que el crecimiento de la demanda de petróleo en 2020 sería el más pequeño desde 2011. La caída de la demanda china resultó en una reunión de la Organización de Países Exportadores de Petróleo (OPEP) para discutir un posible recorte en la producción para equilibrar la pérdida de demanda. Inicialmente, el cartel llegó a un acuerdo tentativo para reducir la producción de petróleo en 1,5 millones de barriles por día después de una reunión en Viena el 5 de marzo de 2020, lo que llevaría los niveles de producción al nivel más bajo desde la guerra de Irak.

## Crisis financiera

### Colapso del mercado de valores de 2020
El colapso del mercado de valores de 2020 fue un colapso global del mercado de valores que ocurrió entre febrero y abril de 2020, durante el inicio de la pandemia de coronavirus de 2020.
El promedio industrial Dow Jones, el índice S&P 500 y el NASDAQ-100 cayeron en una corrección el 27 de febrero durante una de las peores semanas de negociación desde la crisis financiera de 2007-08. Los mercados durante la semana siguiente (del 2 al 6 de marzo) se volvieron extremadamente volátiles, con oscilaciones del 3 % o más por sesión diaria (excepto el 6 de marzo). El 9 de marzo, los tres índices de Wall Street cayeron más del 7 % y la mayoría de los mercados mundiales reportaron severas contracciones, principalmente en respuesta a la guerra de precios del petróleo entre Rusia y Arabia Saudí. Esto se conoció coloquialmente como Lunes Negro (Black Monday en inglés), y fue la peor caída desde la Gran Recesión en 2008. Tres días después del Black Monday hubo otra caída, Jueves Negro (Black Thursday en inglés), donde las acciones en Europa y América del Norte cayeron más del 9 %. Wall Street experimentó su mayor caída porcentual en un solo día desde el Lunes Negro de 1987, y el FTSE MIB cayó casi un 17 %, convirtiéndose en el mercado más afectado durante el Jueves Negro.

## Consecuencias
Esta recesión ha visto aumentos inusualmente altos y rápidos en el desempleo en varios países, y la incapacidad en los Estados Unidos de sistemas y procesos informáticos de seguro de desempleo financiado por el estado para el mantenimiento diario. Las Naciones Unidas (ONU) predijeron en abril de 2020 que el desempleo global acabaría con el 6,7 por ciento de las horas de trabajo a nivel mundial en el segundo trimestre de 2020, lo que equivale a 195 millones de trabajadores a tiempo completo. En varios países, se espera que la tasa de desempleo supere el 10 %, pero las naciones más afectadas por la pandemia COVID-19 tendrán tasas de desempleo aun más altas. El mundo en desarrollo también se está viendo afectado por una caída en las remesas, exacerbando las crisis alimentarias globales.
La recesión vio una caída en el precio del petróleo provocada por la superproducción tras la burbuja del fracking en Estados Unidos, y la guerra de precios del petróleo entre Rusia y Arabia Saudita en 2020, el colapso del turismo, la industria hotelera, la industria energética y una caída significativa en la actividad del consumidor en comparación con la década anterior. Los mercados bursátiles mundiales experimentaron oscilaciones volátiles y sin precedentes, principalmente debido a la extrema incertidumbre en los mercados. El PIB de Estados Unidos se contrajo 31,4 % en el segundo trimestre de 2020. En septiembre de 2020, todas las economías avanzadas se encuentran en recesión o depresión, mientras que todas las economías emergentes están en recesión. El modelo del Banco Mundial sugiere que en algunas regiones no se logrará una recuperación total hasta 2025 o más allá.

### Inseguridad alimentaria
La pandemia de COVID-19 ha impactado sobre la producción y distribución de alimentos, lo que pone en riesgo la seguridad alimentaria de vastos sectores de la población de la mayoría de los países.
El sistema de abastecimiento y distribución de alimentos consta de varias etapas, necesarias para que los productos básicos no elaborados en su lugar de origen lleguen a los consumidores finales. La interrupción de cualquiera de las etapas, —por ejemplo el transporte, la elaboración en plantas manufactureras, la distribución mayorista y minorista—, afecta a la totalidad del sistema.